# HV-300
HV-300は日立製作所が開発した、ISDN電話網用の固定テレビ電話装置の高級機であり、同社の商標および商品名である。NTT Phoenixシリーズの上位機に相当し、OEM供給名はPICSEND-R(ピクセンド - アール)と称する。

## 概要と特徴
HV-300は次世代固定電話を目指して開発された動画通信端末であり、ISDN電話網を利用して音声の他に15フレーム/秒のスムーズな映像を相互に送る事ができる固定テレビ電話装置である。NTTから発売された、PICSEND-R(ピクセンド - アール)は、HV-300のOEM名である。またHV-300は固定テレビ電話システムとしては世界で初めて特別なサービスを介さずに多地点ビデオ会議が行える装置として発売された。後に廉価版して、性能を落とし価格を下げたHV-31も発売されている。こちらもNTTにPICSEND-RII(ピクセンド - アールツー)の名称でOEM供給された。いずれもNTTから発売された固定テレビ電話装置 Phoenix(フェニックス) シリーズの上位機種とされ、固定テレビ電話装置における高級機に位置付けられている。HV-300およびHV-31は、Phoenixシリーズともビデオ通話が行えるようになっている。また、アナログ回線向けテレビ電話を想定してISDNの1B回線のみ(56Kbps)でもビデオ通話が行えるようになっているが、基本は2B回線を利用し、1/5の帯域を音声(PCMまたはADPCM)に、残りの4/5の帯域を動画に割り当ててスムーズな映像と音声の電送が行える事を目指した仕様である。ADPCMを用いる事で、音声を実時間で圧縮展開しつつ量子量を飛躍的に小さくする事ができるため、動画側により多くの帯域を割り当てられる。但しADPCMを利用したビデオ通話は同機種間でのみ利用できる。

## 互換性問題
ISDN固定テレビ電話においては、その通信規格に国際基準が存在するため、概ね機種やメーカーに関わり無く相互通信が行えるようになっている。例ではPhoenix miniとPICSEND-RではOEM供給元から異なるが、相手の通信方式を自動的に認識し、切り替えてビデオ通話する事が可能である。一般的に同機種同士で無ければ同じメーカーの機種であっても国際基準(ITU)方式で接続される。こうした場合、たとえOEM供給された同一機種との通信であっても(例えばPICSEND-RとHV-300、PICSEND-RIIとHV-31等の組み合わせでも)ADPCMを用いた高効率通信が行えない等問題が発生する。具体的には最大効率を得られる設定と比較し、概ね秒間5フレーム程度削減される。一般的にISDN固定テレビ電話の多くは、限られた帯域を最大限有効に利用するため、各機種毎に独自の通信方式を採用している製品が多く、動画のスムーズさや音声の明快さ等に重きを置くのであれば同一メーカーの同一機種同士で通信、通話するのが望ましい。ただし、PICSENDシリーズとHVシリーズの組み合わせであるならば多地点ビデオ会議に関しては行う事ができるようになっている。

## 主な仕様
| 項目                 | HV-300(PICSEND-R)                                                             | HV-31(PICSEND-RII)                                                            |
| -------------------- | ----------------------------------------------------------------------------- | ----------------------------------------------------------------------------- |
| モニタ               | 5.6 インチ TFT カラー液晶 バックライト付                                      | 5.4 インチ STN カラー液晶 バックライト付                                      |
| カメラ               | 1/3インチ CCD 30万画素 有効画素数 25万 オートアイリス機能付                   | 1/4インチ CCD 30万画素 有効画素数 27万                                        |
| 回線インターフェイス | INSネット64 P-mP接続 自動終端抵抗付                                           | INSネット64 P-mP接続 自動終端抵抗付                                           |
| 伝送速度             | 56～128Kビット/秒                                                             | 56～128Kビット/秒                                                             |
| 映像入出力信号       | NTSC コンポジット信号                                                         | NTSC コンポジット信号                                                         |
| 動画 符号化方式      | 動き補償 +DCT ITU-T H.261準拠                                                 | 動き補償 +DCT ITU-T H.261準拠                                                 |
| 動画 符号化速度      | 30.4、62.4、68.8 100.8K 124.8Kbit/s                                           | 30.4、62.4、68.8 92.8、124.8Kbit/s                                            |
| 解像度               | 704×480(最大)                                                                 | 704×480(最大)                                                                 |
| 音声 符号化方式      | ITU-T G.711準拠(μlaw、A-law) ADPCM 24Kビット/秒（独自方式）                   | ITU-T G.711準拠(μlaw、A-law) ADPCM 32Kビット/秒（独自方式）                   |
| 音声 符号化速度      | 音声通話 64Kビット/秒 ビデオ通話 G.711 56Kbit/s ビデオ通話 ADPCM 24Kビット/秒 | 音声通話 64Kビット/秒 ビデオ通話 G.711 56Kbit/s ビデオ通話 ADPCM 32Kビット/秒 |
| 音声・画像通信制御   | ITU-T H.221、H.230 H.242、H.320準拠                                           | ITU-T H.221、H.230 H.242、H.320準拠                                           |
| 多地点会議           | 内蔵機能で5名まで 多地点接続サービスの利用可                                  | 内蔵機能で5名まで 多地点接続サービスの利用可                                  |
| 着信音、保留音       | 電子音×3 メロディ・フェア レット・イット・ビー                                | 電子音×3、保留機能無し                                                        |
| 短縮ダイヤル         | アドレス帳登録件数 最大30件 内短縮設定に10件                                  | アドレス帳登録件数 最大30件 内短縮設定に10件                                  |
| 外装色               | グレー                                                                        | ホワイト                                                                      |
| 寸法                 | 約 240×230×227mm                                                              | 約 240×230×227mm                                                              |
| 質量                 | 約2.5Kg                                                                       | 約2.5Kg                                                                       |
| 外部インターフェース | 映像、音声入力・出力 ハンズフリーマイク入力(内蔵)                             | 映像、音声入力、RS-232C                                                       |
| 電源                 | AC100±10V、50/60Hz                                                            | AC100±10V、50/60Hz                                                            |
| 価格                 | 67万円                                                                        | オープン価格                                                                  |

## 利用者層・用途
価格設定が商用固定電話機としては極めて高額であったためか、個人での導入例は少なく、主に大企業における重役連絡用としてや、医療関連事業におけるカンファレンスや、患者と医師との連絡用に利用される例が多い。特に要介護者宅や出歩けない高齢者との連絡等に限定しては一定の評価を得ている。一部地域ではこれら製品の利便性や画質の良さを利用した遠隔診療等も行われており、大きな成果をあげている。
また、学術上の目的で研究室と現場を繋いだり、輸入事業においても実際の商品がリアルタイムで確認できる事から海外の業者と商社間の連絡用に使われる等の例が多い。